# لورانس فورنييه بودري
لورنس فورنير بودري هي راقصة على الجليد كندية، ولدت في 18 يوليو 1992 في مونتريال في كندا.

## وصلات خارجية
- لورانس فورنييه بودري على موقع الاتحاد الدولي للتزلج (الإنجليزية)
- لورانس فورنييه بودري على موقع الاتحاد الدولي للتزلج (الإنجليزية)
- لورانس فورنييه بودري على موقع الاتحاد الدولي للتزلج (الإنجليزية)
- لورانس فورنييه بودري على موقع اللجنة الأولمبية الدولية (الإنجليزية)
- لورانس فورنييه بودري على موقع أوليمبيديا (الإنجليزية)
- لورانس فورنييه بودري على موقع اللجنة الأولمبية الكندية (الإنجليزية)